# Beinn Tart a' Mhill
Beinn Tart a' Mhill är en kulle i Storbritannien.   Den ligger i kommunen Argyll and Bute och riksdelen Skottland, i den västra delen av landet, 600 km nordväst om huvudstaden London. Toppen på Beinn Tart a' Mhill är 224 meter över havet. Beinn Tart a' Mhill ligger på ön Islay.
Terrängen runt Beinn Tart a' Mhill är platt. Havet är nära Beinn Tart a' Mhill söderut.